# Ngày tưởng niệm Holocaust quốc tế
Ngày tưởng niệm Holocaust quốc tế là một ngày tưởng niệm quốc tế vào ngày 27 tháng 1 để kỷ niệm thảm kịch của Holocaust xảy ra trong Thế chiến thứ hai. Nó kỷ niệm cuộc diệt chủng dẫn đến cái chết của 6 triệu người Do Thái và 11 triệu người khác, bởi chế độ Đức quốc xã và các chính phủ cộng tác của nó. Ngày này được Nghị quyết Đại hội đồng Liên Hợp Quốc 60/7 chỉ định vào ngày 1 tháng 11 năm 2005 trong phiên họp toàn thể lần thứ 42. Nghị quyết này được đưa ra sau một phiên họp đặc biệt được tổ chức vào đầu năm đó vào ngày 24 tháng 1 năm 2005, trong đó Đại hội đồng Liên Hợp Quốc đánh dấu kỷ niệm 60 năm giải phóng các trại tập trung của Đức Quốc xã và chấm dứt Holocaust.
Vào ngày 27 tháng 1 năm 1945, Auschwitz-Birkenau, trại tập trung và trại tử thần lớn nhất của Đức Quốc xã, đã được Hồng quân giải phóng.
Trước nghị quyết 60/7, đã có những ngày kỷ niệm quốc gia, như Tag des Gedenkens của Đức, một người chết Opfer des Nationalsozialismus (Ngày tưởng niệm các nạn nhân của Chủ nghĩa xã hội quốc gia), được thành lập trong một tuyên bố của Tổng thống Liên bang Roman Herzog vào ngày 3 tháng 1 năm 1996; và ngày tưởng niệm Holocaust được quan sát vào ngày 27 tháng 1 kể từ năm 2001 tại Vương quốc Anh.
Ngày tưởng niệm Holocaust cũng là một sự kiện quốc gia ở Vương quốc Anh và ở Ý.